# Maryna Marčenko
Maryna Anatoliïvna Marčenko (in ucraino Марина Анатоліївна Марченко?; 12 luglio 1985) è una pallavolista ucraina.
Gioca indifferentemente nel ruolo di schiacciatrice e opposto nella Ženskij volejbol'nyj klub Dinamo Moskva.

## Carriera
La carriera di Maryna Marchenko inizia nel 2003, tra le file del Krug Volejbol'nyj Klub, con cui gioca per cinque stagioni, vincendo quattro volte il campionato ucraino e altrettante volte la Coppa d'Ucraina. Nel 2007 debutta anche nella nazionale ucraina, ma senza grandi risultati. Nel mese di marzo del 2008 viene ingaggiata dal Racing Club de Cannes, cui disputa la parte finale della stagione 2008-09, vincendo subito il campionato francese e la Coppa di Francia, ripetendosi anche nelle stagioni successive.
Nella stagione 2011-12 si trasferisce in Russia, ingaggiata dall'Omička Omsk; nella stagione successiva invece è alla Ženskij volejbol'nyj klub Dinamo Moskva.

## Palmarès

### Club
- Campionato ucraino: 4

2004-05, 2005-06, 2006-07, 2007-08
- Campionato francese: 3

2008-09, 2009-10, 2010-11
- Coppa d'Ucraina: 4

2004-05, 2005-06, 2006-07, 2007-08
- Coppa di Francia: 3

2008-09, 2009-10, 2010-11